# لیگ دو اسکاتلند
لیگ دو اسکاتلند (انگلیسی: Scottish League Two)چهارمین لیگ فوتبال معتبر در کشور اسکاتلند است.